# Blaesoxipha falciloba
Blaesoxipha falciloba är en tvåvingeart som beskrevs av Hsue 1978. Blaesoxipha falciloba ingår i släktet Blaesoxipha och familjen köttflugor. Inga underarter finns listade i Catalogue of Life.